# Villa Corner della Regina
Villa Corner della Regina è una villa veneta di impronta palladiana, ristrutturata e ultimata dall'architetto Francesco Maria Preti intorno al 1770 per Pietro Corner. Sorge a Cavasagra, frazione di Vedelago in provincia di Treviso, a est del paese. La villa è circondata da un giardino all'italiana arredato da gruppi di statue, una piscina monumentale e un lungo filare prospettico che corre verso le sorgenti del Sile.

## Storia
Francesco Maria Preti (1701-1774) che ideò l'attuale forma palladiana neoclassica. Il Palazzo Corner era ed è sormontato, sul frontone, dallo stemma gentilizio ducale costituito da un cappello dogale. Benché il corpo centrale si dica elaborato in precedenza dall'architetto Giorgio Massari (1686-1766), Francesco Maria Preti “fece aggiunte, e lo ridusse, con stile palladiano, felicemente nel corpo, adornandolo di fianchi e barchesse”. L'intervento di Preti risale alla prima metà del secolo XVIII o attorno al 1770 (secondo altri storici), su committenza di Pietro Corner.
Secondo la critica, Preti obbedì fedelmente alle leggi dei classici, ma le sue opere pur pregevoli sentono di Accademia, pur nella proporzione delle singole parti e nella purezza e grandiosità delle linee. Altri studiosi, vista la mancanza di documenti, attribuiscono la Villa Corner, così come quella di Venegazzù, a Giovanni Miazzi (1698-1797) attribuendo al Preti solamente la parte delle barchesse e rusticali. Frequenti erano le dispute fra i due all'interno della Scuola Riccatiana di Castelfranco di Jacopo e Giordano Riccati e di Giovanni Rizzetti.

### Dal Novecento

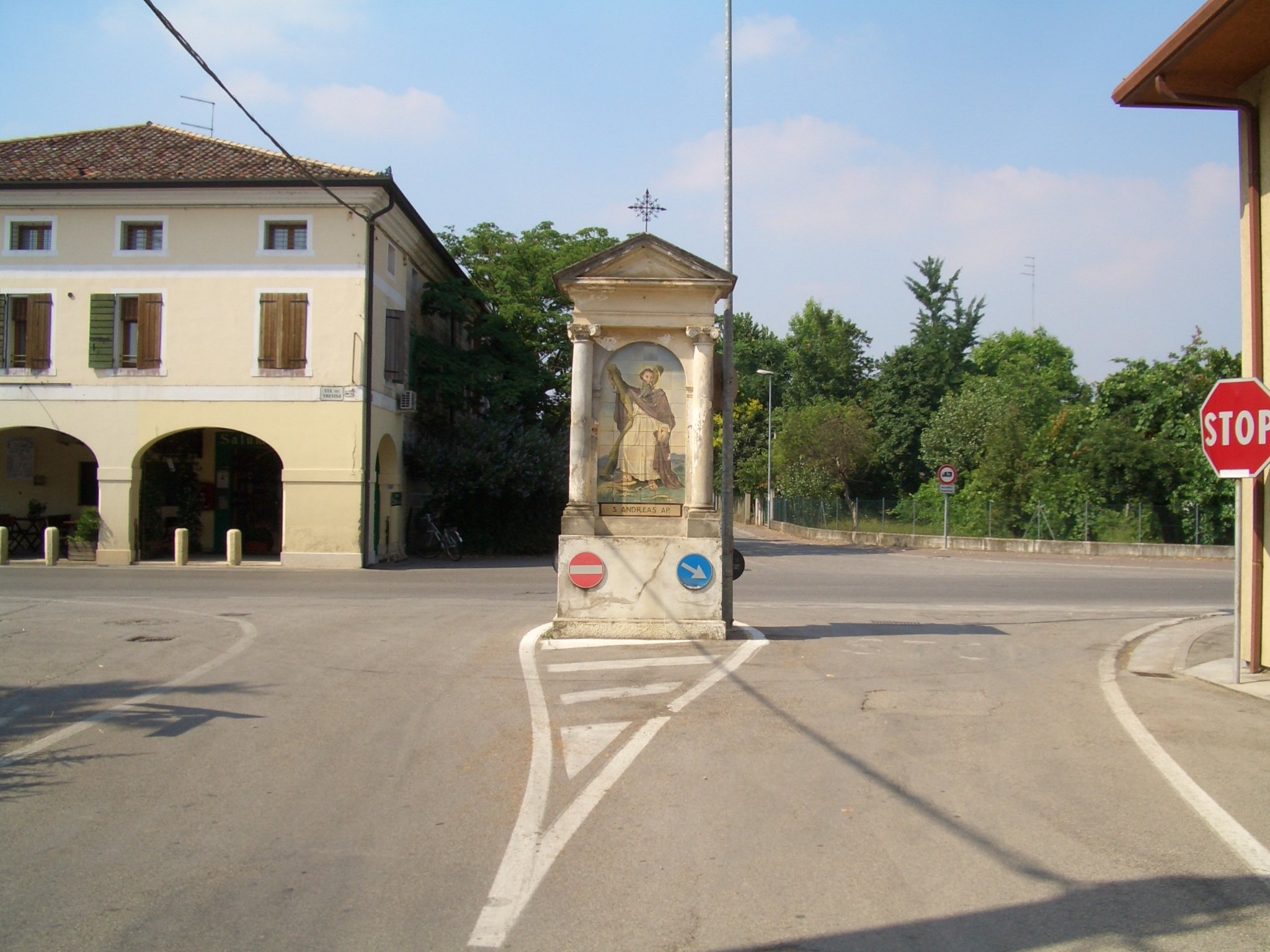
L'incrocio vicino a Villa Corner

La villa fu venduta dai conti Persico nel 1902 al conte Antonio Frova, proveniente da Milano, con la relativa tenuta agricola: 80 case e 620 ettari, lavorati da 133 famiglie. Frova promosse opere di bonifica e il rinnovamento dei sistemi di coltivazione. Il 30 novembre 1907 la villa fu teatro di una rivolta contadina contro il conte: una cinquantina di rivoltosi, incolpati dell'incendio della barchessa, finirono in carcere per tre mesi e solo grazie a monsignor Angelo Brugnoli furono liberati.
Nel corso della prima guerra mondiale la villa fu sede di comando dell'Ottava Armata italiana, comandata da Enrico Caviglia.
A ricordo dell'episodio storico rimangono da un lato i cannoni che tuttora adornano il viale d'ingresso.
In una foto effettuata nel 1945, subito dopo la seconda guerra mondiale, si intravedono i pioppi sul lato sud di recente piantumazione, mentre sono assenti sul lato nord. Si evince quindi che quelli esistenti oggi sono stati piantati nel periodo fra le due guerre mondiali, mentre i precedenti del 1700/1800 sono stati abbattuti in periodi di scarsità di legname (forse durante la Grande guerra), con o senza autorizzazione dei proprietari della villa. Tale foto evidenzia anche una strada perimetrale, tutto attorno alla mura, ad uso agricolo dei fondi annessi alla villa, che parte dalle barchesse. Nel giardino a nord della stessa villa vi è il pozzo costruito per dare acqua potabile agli abitanti, mentre per l'acqua ad uso del bestiame veniva utilizzato il fosso irriguo della Brentella che scorre tuttora lungo il lato ovest. Curioso e allo stesso tempo armonico il raccordo dei rusticali con il corpo centrale.
I conti Frova vendettero le proprietà nel 1946.
Tra i proprietari più noti in epoca recente vi è sir Stafford Sands, ministro delle finanze delle Bahamas, considerato il padre dello sviluppo turistico nell'arcipelago dell'Oceano Atlantico, divenuto in quegli anni una nota destinazione di vacanza. Nel 1968 Sands acquistò la villa dalla famiglia Oreffice (Paul Oreffice, figlio di Leone Oreffice ed Elena Friedenberg, proprietari della villa prima di Stafford Sands, è stato presidente della Dow Chemical e consigliere del presidente degli Stati Uniti Ronald Reagan) facendola restaurare e dotare di piscina con idromassaggio, sauna e campi da tennis, immaginando di farne un polo di attrazione per benestanti alla ricerca di tranquillità.
La villa è quindi passata di mano diverse volte nei decenni seguenti. L'ultimo profondo restauro conservativo risale all'inizio degli anni duemila. In seguito la villa è stata comprata da una società trevigiana, della medesima famiglia che possiede Palazzo Barbaro a San Vidal.
La villa è un lussuoso hotel ed è utilizzata inoltre per eventi.

## Struttura architettonica
La facciata con la loggia centrale e il grande scalone d'accesso imita il Palazzo Spineda di Venegazzù; le finestre del primo piano ai lati si ispirano, più da vicino, a quelle del Palazzo del Paradiso, di Vincenzo Scamozzi, a Castelfranco Veneto. La loggia centrale, con quattro colonne doriche, regge una trabeazione a metope e triglifi. Il frontone a dentelli, portante al centro lo stemma dei Corner Persico, è sormontato ai vertici da tre statue; altre statue adornano il giardino e le colonne delle cancellate.
Le statue rappresentano gli dei dell'Olimpo e furono realizzate in pietra tenera bianca di Vicenza dal bassanese Orazio Marinali (1643-1720) e dalla sua scuola, che hanno eseguito anche le statue del parco di Villa Bolasco di Castelfranco, o dai Bonazza (capostipite Giovanni 1654-1730 e figli). Entrambe queste famiglie di valenti scultori hanno operato nel territorio trevigiano e per villa Corner bisogna considerare la data del restauro per sapere se entrambe o solo una famiglia ha eseguito le statue: se la ristrutturazione viene fatta risalire al 1770, in quella data Orazio Marinali era morto. Alcune di queste statue sono state trafugate in tempi recenti e precisamente le quattro che sormontavano le colonne della cancellata a est.
Secondo alcuni studiosi, il giardino del parco di villa Cornaro a Sant'Andrea di Cavasagra è contraddistinto da simbolismo alchemico.
Il rusticale, a destra, ricorda quello di Venegazzù solo nelle tre arcate centrali; sopra queste l'architetto ha voluto porre un frontone, come nel palazzo principale. La barchessa è fiancheggiata da due porticati e si unisce poi verticalmente nell'angolo destro, a un lungo edificio per uso del personale. Tale edificio sembra però un'aggiunta posteriore.
Oltre la strada, che ne delimita il perimetro a sud, vi è un lungo vialone prativo alberato con ai lati due filari di pioppi sulla stregua di quello della palladiana villa Emo Capodilista di Fanzolo. Il viale alberato prosegue anche a nord della villa per un tratto più breve di circa un centinaio di metri.